# حنظله بن ثعلبه
حنظله بن ثعلبه سالار قبایل بکر بن وائل بود. قبل از جنگ ذوقار با مشورت قوم به سالاری انتخاب شد. 
قبل از شروع جنگ خسرو به مردم قبایل بکر بن وائل که در آبگاه ذوقار گرد آمده بودند پیغام داد که یکی از سه راه را برگزیند، یا تسلیم شاه شوید که هر چه خواهد کند یا از این دیار بروید یا برای جنگ آماده شوید. قوم به مشورت نشستند و حنظله را سالار خویش کردند.
حنظله گفت جز جنگ نباید که اگر تسلیم شوید شما را بکشند و زن و فرزند به اسیری برند و اگر بروید از تشنگی هلاک شوید و قبایل دیگر سر راه را بگیرند و نابودتان کنند، پس جنگ شاه را آماده باشید.
هانی بن مسعود بزرگ قبیلهٔ شیبانی (یکی از قبایل بکر بن وائل) بود. چون سپاه پارسیان بیامدند به مردم قبیله بکر بن وائل گفت، ای گروه بکریان شما تاب سپاه خسرو و عربان همراهشان را ندارید، سوی بیابان فرار کنید. حنظله مردم را به ماندن و جنگیدن تشویق کرد. آمادگی جنگی و عزم جزم حنظله، هنگام جنگ ذوقار یکی از عوامل مهم پیروزی قبایل بکر بن وائل بر سپاه ایران بشمار می رود.